# 変毒為薬
変毒為薬（へんどくいやく）は、仏法の理法のこと。「毒を変えて薬と為す」と読む。主に日蓮宗やその各派でいわれる。
龍樹の『大智度論』にある「大薬師のよく毒を以って薬と為すが如し」を典拠としている。娑婆世界における衆生の三毒の煩悩や三業といった毒を、仏や本尊の功徳により転じて薬にすることをいう。
調合を間違えると薬も毒となるように、毒と薬は背中あわせであり、薬剤師がその知識と経験をもって毒性を調整して薬となすように、苦悩の多いこの世で、その信心によって毒を薬に変えて利益を得ることを意味する。